# Pilar Martínez
Pilar Martínez (València, 1961) és una actriu valenciana principalment de teatre i doblatge, però també ha fet televisió i cinema. És llicenciada en Art Dramàtic per l'ESAD de Valencia (1979 – 1983).
Ha participat en sèries de televisió com El gran concurs (RTVV), Smiley (Netflix), en pel·lícules com Tu no eres yo (2023) o Brava (2017) i en curts com Intercanvi (2024) o Sé lo que quieras (2017). Com actriu de doblatge va fer la veu de Suneo als capítols dels dibuixos animats Doraemon, que es van emetre a TVV i l'any 2022 va rebre el premi a la millor interpretació femenina de doblatge per Els Goonies als Premis de l'Associació d'Actors i Actrius Professionals Valencians.
Va iniciar la seua carrera al teatre amb l'obra Vuelve agamenon  una adaptació d'Èsquil amb el grup Alaire en 1984. Participa al muntatge La marquesa Rosalinda de Valle-Inclán, espectacle encarregat d'inaugurar la primera temporada del Centre Dramàtic de la Generalitat Valenciana i la seua seu, el Teatre Rialto de València en 1988. Interpreta a la gitana Maria en l'obra revelació de la FiraTàrrega de 1993, Jar de Manuel Veiga, amb qui compartia escenari i, on també va ser reconeguda la seua interpretació. Posteriorment la van representar durant algunes setmanes a l'Institut del Teatre de la Diputació de Barcelona. Aquesta obra la tornaran a interpretar 10 anys després durant la temporada del Teatre Akadèmia de Barcelona.
Va rebre el Premi Memorial Margarida Xirgu per la seua participació en l'obra ¡Ay, Carmela! de José Sanchis Sinisterra, dirigida por Antonio Simón Rodríguez, produïda i estrenada a París, al Festival Don Quixot i a Barcelona, al Nou Tantarantana teatre (2001). També ha rebut el Premi 2005 de ‘Les Arts Escèniques de la Generalitat Valenciana' a la Millor Actriu protagonista per Sopa de pollastre amb ordi d'Arnold Wesker. L'Associació d'Actors i Actrius Professionals Valencians li va atorgar l'any 2024 el Premi Narcís per la seua trajectòria professional en teatre, audiovisual i doblatge.